# 颶風艾奧塔 (2020年)
颶風艾奧塔（英語：Hurricane Iota）是一场毁灭性的季尾四级大西洋飓风，对中美洲地区在不到两周前已经被飓风伊塔摧毁的地区造成了严重破坏。第三一场也是最后一场的热带气旋、第三十场命名风暴、第十四场飓风和创纪录的2020年大西洋飓风季的第七场大型飓风，艾奥塔起源于11月10日进入东加勒比海的东风波。在接下来的几天里，东风波更稳定，到11月13日，它在哥伦比亚北部发展成热带低气压。六小时后，低气压增强为热带风暴艾奥塔。风暴最初受到一些风切变的影响，但对流重新覆盖中心、风切变减弱，使艾奥塔在11月15日迅速增强为飓风，之后经历了爆发性增强，达到了最高端的四级风暴，风速为155英里/小时（250公里/小时）。在略微减弱后，艾奥塔以中的级4级飓风在尼加拉瓜东北部登陆，成为了有史以来在11月登陆尼加拉瓜的最强飓风。艾奥塔随后向内陆移动而迅速减弱，并于11月18日消散。
艾奥塔的前驱波在加勒比海的大部分岛屿上引发了山洪暴发。11月14日，哥伦比亚、尼加拉瓜和洪都拉斯的部分地区首次发布热带气旋预警和警告，而后两个国家仍在两周前从伊塔中复原。与东风波和艾奥塔相关的暴雨给哥伦比亚的部分地区带来了暴雨，导致山洪暴发和泥石流。尼加拉瓜的大部分地区都下了大雨，尼加拉瓜的大部分地区都下了极端的大雨，由飓风的高风暴潮引起的不断扩大的山洪暴发。泥石流造成了广泛的破坏和多人死亡。至少有67人死于这场飓风，包括在尼加拉瓜至少有28人，在洪都拉斯等国至少有16人。尼加拉瓜在该国遭受的损失初步估计为5.64亿美元（2020美元）。飓风的总损失估计目前为14亿美元（2020不变价）。
很快就制定了救援工作计划，其中包括搭建帐篷、开设临时医院以及为有需要的人提供食物和水。在艾奥塔被摧毁后的几天内，许多断电得到了恢复。倒下的树木和堵塞的路径已经减缓了一些救援队的速度。已向受影响国家提供了价值数亿美元的捐款。估计共有520万人受到风暴影响，而数十万人流离失所。

## 氣象歷史
10月30日，一股东风波从非洲西海岸进入大西洋。在接下来的几天里，东风波向西移动，同时主要在波轴以东产生混乱的雷暴。11月8日世界标准时间18:00，美国国家飓风中心 (NHC) 开始在其热带天气展望中监测东风波，因为预计该系统将在几天内进入该地区并可能成为低压区。.热带波随后于11月10日06:00 UTC 进入东加勒比海，并向西移动，进入更有利的发展环境。11月11日晚，海浪开始变得更有条理，到11月13日世界标准时间15:00时，它已发展成为加勒比海南部的第31号热带低气压，与2005年有记录的热带低气压持平。六小时后，系统增强为热带风暴艾奥塔。由于风切变和干燥空气的影响，艾奥塔随着对流开始环绕风暴中心在 11月14日下旬开始在温暖的水域迅速增强。11月15日世界标准时间 06:00，艾奥塔达到飓风状态，然后在 11月16日世界标准时间00:00增强为二级飓风。

飓风艾奥塔于11月登陆尼加拉瓜东北部

截至 11月16日 UTC 时间 06:00，飓风猎人发现艾奥塔已成为高端三级大型飓风，这标志着11月首次记录到两次大型飓风。他们还在艾奥塔的西南眼墙中发现了强烈的闪电和冰雹，由于这些风暴中存在温暖的温度，这对于飓风来说极为罕见。仅40分钟后，在06:40 UTC，艾奥塔达到了4级飓风强度。UTC 时间15:00，艾奥塔进一步增强，达到其作为巅峰强度的高端4级飓风，持续1分钟的风速为155英里/小时（250公里/小时），最低中心气压为917毫巴（27.08英寸汞柱）。在操作上，峰值风速估计为160英里/小时（260公里/小时），使艾奥塔成为五级飓风。然而在季后分析中，由于侦察飞行产生的一些有问题的SFMR读数，使其被降级为四级飓风。在强度达到顶峰后，艾奥塔在穿越两周前飓风飓风造成的冷尾流时有所减弱。11月 17日03:40UTC，艾奥塔沿着尼加拉瓜东北海岸靠近Haulover镇登陆，持续风速为145英里/小时（233公里/小时），中心气压为921兆巴（27.20英寸汞柱），艾奥塔的登陆位置位于飓风伊塔于11月3日登陆的地点以南约15英里（25公里）处。这也使艾奥塔成为有记录以来在11月内登陆尼加拉瓜的最强飓风。
艾奥塔随后在穿越中美洲山区时迅速减弱，于11月17日 UTC 时间09:00降至三级大型飓风状态以下，以及低于18:00 UTC 的一级飓风状态。当它穿过洪都拉斯时，削弱系统的内核被摧毁了。而艾奥塔在11月18日 UTC 时间09:00减弱为热带低气压并进入萨尔瓦多。降级后六小时，艾奥塔的低级流通中心逐渐消散，NHC发布了关于艾奥塔的最终咨询。
，

## 防災措施

飓风艾奥塔在逼近尼加拉瓜时逐渐迅速增强达到巅峰强度

11月14日中午左右，哥伦比亚圣安德烈斯岛和普罗维登西亚岛首次发布热带风暴警告。三小时后，普罗维登西亚以及尼加拉瓜北部和洪都拉斯东部沿海地区发布了飓风观察预警，洪都拉斯中部也发布了热带风暴观察预警。所有的观察预警都升级为警告，为圣安德烈斯增设飓风观察预警，并为尼加拉瓜中南部发布热带风暴警告。洪都拉斯的其余海岸线以及海湾群岛后来于 11月16日被置于热带风暴警告之下。
乐施会不得不暂停尼加拉瓜、洪都拉斯、危地马拉和萨尔瓦多与飓风埃塔有关的业务，以保护救援工作。

### 尼加拉瓜
两周前，尼加拉瓜仍然受到飓风伊塔的影响，许多地区仍然被洪水淹没。卡贝萨斯港附近的城镇尤其被埃塔摧毁且碎片散落在该地区。红十字会与红新月会国际联合会强调，由于土壤完全饱和，存在大面积洪水和山体滑坡的风险。红十字会与红新月会国际联合会强调，由于土壤完全饱和，存在大面积洪水和山体滑坡的风险。 尼加拉瓜政府开设了600个避难所，全国63,000人被疏散。一些居民担心住在避难所时会挨饿原因是伊塔在很大程度上毁坏了该地区的庄稼，台湾政府向预计受风暴影响的地区捐赠了800吨大米。

### 洪都拉斯
A大约80,000人从洪水易发地区撤离。在艾奥塔飓风登陆后，估计有100,000人在洪都拉斯各地被隔离。

### 萨尔瓦多
萨尔瓦多政府开设了1,000个收容所，可容纳30,000人。到11月17日，已有700人搬离家园。

## 影響
| 國家/地區 | 死亡 | 失蹤 | 損失 (2020 USD) | Ref   |
| --------- | ---- | ---- | --------------- | ----- |
| 尼加拉瓜  | 28   | 29   | $5.64億         | [ 1 ] |
|           | 16   | 1    | 未知            | [ 1 ] |
|           | 6    | 0    | 未知            | [ 1 ] |
| 哥伦比亚  | 2    | 10   | 1亿             | [ 1 ] |
| 巴拿马    | 3    | 1    | 未知            | [ 1 ] |
| 薩爾瓦多  | 1    | 0    | 未知            | [ 1 ] |
| 總計:     | 61   | 45   |                 |       |

## 除名
由于洪都拉斯、尼加拉瓜、普罗维登西亚和圣安德烈斯受到了严重的破坏和生命损失，艾奥塔(Iota)这名字于2021年3月17日在RAIV飓风委员会第42届和第43届联合会议上被除名，并且永远不会再用于大西洋飓风。WMO也在会上宣布，如果常规命名列表用完，基于希腊字母的命名系统将停止使用，取而代之的是由21个名字组成的辅助列表。